# Вунгтау
Вунгта́у (вьет. Vũng Tàu) (Ханойский акцент: МФА: vuŋ˧ˀ˥ taʊ̯˨˩о файле, Сайгонский акцент: МФА: vuŋ˧˩˧ taːw˨˩о файле), ранее — Мыс Сен-Жака (фр. Cap Saint-Jacques) — крупнейший город и бывшая столица провинции Бариа-Вунгтау, на юге Вьетнама. В 2013 году указом № 612/QĐ-TTg городу присвоен первый класс.

## История
Город был известен под названием Тянбо (Chân Bồ) с 1296 года. В 1658 году князь Нгуен Фук Тан с двухтысячным отрядом захватил город и дал ему имя Тамтханг, а вокруг была образована провинция Фыоктюи.
В 1776 полуостров Вунгтау был упомянут вьетнамским историком Ле Кюи Доном в летописи под названием Различные заметки об управлении торговлей (Phủ biên tạp lục). Он писал, что бухта Вунгтау привлекает множество рыбацких лодок, благодаря спускающимся с гор рекам.
С 1775 года в залив стали заходить торговые суда Португалии и Франции, европейцы назвали местность мыс Сен-Жака. Торговые суда привлекали пиратов и император Зя Лонг уже в конце своего правления распорядился построить крепость для защиты побережья и устья реки от пиратских кораблей. В крепости по очереди дежурили три армии. Их военачальники Фам Ван Динь, Ле Ван Лок и Нго Ван Хуен, в 1822 году были награждены императором Минь Мангом землями на острове Вунгтау. Эти земли стали первыми деревнями Тхангнят, Тхангни, Тхангтам.
10 февраля 1859 года защитники форта обстреляли из пушек подошедший франко-испанский флот из 12 кораблей, под командованием адмирала Шарля Риго де Женуйи. Вьетнамцы были разбиты и французам был открыт путь на Сайгон, который они захватили в марте. Вунгтау стал важным пунктом защиты Сайгона с моря. В 1864 году город Вунгтау был объединён с городом Бариа и передан в подчинение Сайгону..
В 1895-м году генерал-губернатор Кохинхины издал указ о выделении Сен-Жака в автономный город-курорт, но в 1898 году он был снова присоединён к Бариа. Через год было начато строительство дороги Сайгон-Бариа-Вунгтау (современное шоссе 51А). В целом с 1895 по 1890 годы французы многое сделали для развития туризма в регионе. Были построены дороги, отели, электростанции, инфраструктура.
В 1991 году Вунгтау получил статус города провинциального подчинения в провинции Бариа-Вунгтау. 16 сентября 1999 премьер-министр подписал постановление № 186/1999/QD-TTg о присвоении городу Вунгтау II-го класса, за ним также было закреплено значение экономического и культурного центра провинции. I-й класс был присвоен 23 апреля 2013 года постановлением премьер-министра № 612/QD-TTg.

## Население
Население на 2016 год составляло 450 тыс. человек, на 2019 год — 357 124 человек.

## Административно-территориальное деление
Город состоит из 16 городских кварталов и одной общины.
| Название            | Площадь (км²) | Население (чел.) |
| ------------------- | ------------- | ---------------- |
| квартал 1           | 1,37          | 23672            |
| квартал 2           | 2,93          | 23257            |
| квартал 3           | 0,9           | 28349            |
| квартал 4           | 0,82          | 26342            |
| квартал 5           | 3,9           | 23476            |
| квартал 7           | 1,63          | 40174            |
| квартал 8           | 2,46          | 24724            |
| квартал 9           | 3,22          | 21517            |
| квартал 10          | 3,7           | 24634            |
| квартал 11          | 10,7          | 29732            |
| квартал 12          | 34,3          | 31658            |
| квартал Тхангнят    | 4,4           | 33126            |
| квартал Тхангни     | 2,7           | 27148            |
| квартал Тхангтам    | 2,5           | 25138            |
| квартал Ратьзыа     | 3,2           | 25685            |
| квартал Нгуенаннинь | 3,9           | 25674            |
| деревня Лонгшон     | 57            | 17153            |

## Климат
| Показатель                                                      | Янв. | Фев. | Март | Апр. | Май  | Июнь | Июль | Авг. | Сен. | Окт. | Нояб. | Дек. | Год   |
| --------------------------------------------------------------- | ---- | ---- | ---- | ---- | ---- | ---- | ---- | ---- | ---- | ---- | ----- | ---- | ----- |
| Абсолютный максимум, °C                                         | 32,5 | 32,9 | 34,2 | 36,2 | 36,0 | 34,7 | 33,8 | 33,8 | 33,8 | 33,3 | 33,7  | 32,8 | 36,2  |
| Средний суточный максимум, °C                                   | 29,1 | 29,4 | 30,5 | 31,8 | 32,1 | 31,5 | 30,8 | 30,8 | 30,6 | 30,3 | 30,1  | 29,5 | 30,5  |
| Средняя температура, °C                                         | 25,0 | 25,4 | 26,7 | 28,2 | 28,5 | 27,7 | 27,1 | 27,0 | 26,9 | 26,7 | 26,4  | 25,4 | 26,7  |
| Средний суточный минимум, °C                                    | 22,8 | 23,7 | 25,3 | 26,6 | 26,4 | 25,6 | 25,1 | 25,2 | 25,0 | 24,8 | 24,3  | 23,1 | 24,8  |
| Абсолютный минимум, °C                                          | 16,8 | 18,4 | 16,8 | 21,0 | 18,7 | 17,9 | 20,0 | 18,2 | 18,6 | 19,0 | 17,1  | 15,0 | 15,0  |
| Среднее число солнечных часов в месяц                           | 264  | 258  | 294  | 274  | 232  | 197  | 211  | 191  | 185  | 190  | 209   | 224  | 2728  |
| Среднее число дней с осадками                                   | 0,9  | 0,2  | 0,8  | 3,7  | 13,9 | 18,6 | 20,0 | 18,5 | 18,8 | 17,0 | 7,3   | 3,1  | 122,8 |
| Норма осадков, мм                                               | 2    | 0    | 5    | 28   | 191  | 216  | 234  | 212  | 233  | 236  | 66    | 14   | 1437  |
| Средняя влажность, %                                            | 78,3 | 78,5 | 78,6 | 78,1 | 80,5 | 83,6 | 84,8 | 85,4 | 86,1 | 85,7 | 82,1  | 79,9 | 81,8  |
| Источник: Vietnam Institute for Building Science and Technology |      |      |      |      |      |      |      |      |      |      |       |      |       |

## Промышленность и инфраструктура
В городе действует совместное российско-вьетнамское предприятие по добыче нефти «Вьетсовпетро», здесь расположена Дирекция совместного предприятия. Сформировалась значительная русскоязычная община сотрудников. Имеется отдельный микрорайон, где проживают несколько сотен русскоязычных граждан, действуют своя школа с детским садом, магазины, администрация, культурный и торговый центры, спортивный комплекс, православный приход.
В городе находится аэропорт Вунгтау.

## Достопримечательности
- Статуя Царя Христа в Вунгтау[вьет.] — 32-х метровая статуя Иисуса Христа в Вунгтау на горе Ньо (установлена в 1974 году в Республике Вьетнам католическим меньшинством).

## Фотографии
- Вунгтау

## Города побратимы
- Баку (в 1980-е)
- Гянджа[8]
- Паданг[9]
- Парраматта